# IC 4259
IC 4259 — галактика типу S? (спіральна галактика) у сузір'ї Гідра.
Цей об'єкт міститься в оригінальній редакції індексного каталогу.